# Nesta Carter
Nesta Carter (Banana Ground, Jamaica; 11 de octubre de 1985) es un atleta jamaicano de velocidad. Conquistó una medalla de oro en la prueba de 4 x 100 m durante los Juegos Olímpicos de Pekín 2008, junto a Asafa Powell, Usain Bolt y Michael Frater. La marca fue de 37,10 s. y fue récord mundial hasta que la volvieron a superar en los Mundiales de Daegu. En esa ocasión repitió con Bolt y Frater, y tuvieron el añadido de Yohan Blake. La marca fue de 37.04 segundos. Un año después consiguió un nuevo oro en los Juegos Olímpicos de Londres 2012 cuando el cuarteto jamaicano volvió a batir el récord del mundo, bajando esta vez de los 37 segundos (36.84 s.), siendo los protagonistas los mismos que en Daegu un año antes.
En el Campeonato Mundial de Atletismo de 2013 celebrado en Moscú (Rusia), ganó la medalla de bronce en la final de los 100 metros.
En los Relevos Mundiales 2014 celebrados en Nasáu (Bahamas), ganó la medalla de oro en el relevo 4 × 100 metros junto a Nickel Ashmeade, Julian Forte y Yohan Blake.
El 25 de enero de 2017, la medalla conseguida en Pekín fue retirada por el Comité Olímpico Internacional, debido al dóping positivo de Carter.